# Château du Boy
Le château du Boy est un château situé à Lanuéjols en Lozère. Ancienne propriété des barons du Tournel, il a depuis été reconverti à plusieurs reprises. C’est actuellement un centre de soins de suite et réadaptation d'addictologie.

## Situation
Le château est situé à Lanuéjols dans le Valdonnez, au cœur du département de la Lozère, ancienne province du Gévaudan. C'est à proximité du château que la Nize prend naissance de la confluence de plusieurs ruisseaux. 

## Histoire

### De la métairie au château
La baronnie des Tournel, l'une des huit baronnies du Gévaudan, étendait ses terres sur la haute vallée du Lot et sur le Valdonnez. Son château principal avant le XIVe siècle est le château du Tournel. La baronnie est décomposée en cinq mandements : Tournel, Chapieu, Montialoux, Montmirat et Montfort. 
À proximité de Lanuéjols, ce qui va devenir le château du Boy est, en ce XIVe siècle, une grande métairie, nommée mas ou mansus del Boy. Le terme de Boy est à rapprocher de celui de « bouvier ». Le mas est cité dès 1294.
Vers 1307, la famille du Tournel décide de s'éloigner de son château de défense, lui préférant le confort de Boy. En 1369 le château est amélioré et fortifié. Les routiers menacent en effet la région.

### Le Châteauneuf-Randon du Tournel
Au XIVe siècle, le château est fortement endommagé et brûlé. Les seigneurs du Tournel le restaurent. En 1445, Armand-Guérin du Tournel, baron, rédige son testament au château. Il semble donc que le Boy était définitivement devenu le siège de la baronnie. 
La baronnie du Tournel tombe une première fois en quenouille (le baron n'ayant pas d'héritier masculin). L'héritière, Gabrielle du Tournel, épouse alors un Châteauneuf-Randon, seigneur d'Allenc.

### Le château, résidence des Molette de Morangiès
En 1721, le Gévaudan subit une terrible épidémie de peste. Le château du Boy est alors retenu pour accueillir les malades. Peu de temps après, en 1726, la baronnie tombe pour la deuxième fois en quenouille. L'héritière, Louise de Chateauneuf-Randon, épouse Pierre Charles de Morangiès le 31 décembre 1726. Les Molette de Morangiès étaient alors seigneurs de Saint-Alban. Charles transforme alors le château dans un style plus moderne au milieu du XVIIIe siècle.
En 1741 il rachète pour 20 000 livres une partie de la baronnie de Canilhac, mais également les droits d'entrées aux États du Gévaudan et du Languedoc qui y étaient associés. Il fait alors transférer ce titre à sa terre de Saint-Alban par décision royale.
Pierre-Charles de Molette se titre ainsi marquis de Morangiès, comte de Saint-Alban, baron et seigneur de maints lieux. En 1745 il se distingue à la bataille de Fontenoy, alors qu'il est maréchal de camp. Ceci lui permet de recevoir la croix de chevalier de Saint-Louis et de devenir lieutenant-général. Il est ensuite fait prisonnier durant la guerre de Sept Ans. Il est aussi atteint par la disgrâce du maréchal de Soubise après la défaite de Rossbach. Il se retire alors dans son hôtel particulier à Paris, avant de revenir à Saint-Alban. En 1765, l'évêque de Mende l'informe que le Roi lui a rendu sa confiance.
Leur fils aîné, Jean-François-Charles, comte de Morangiès, né le 22 février 1728 au château du Boy, bénéficie d'une « avance sur héritage » au détriment de ses frères et sœurs. Mais il se retrouve ruiné en 1770 et se voit contraint de vendre les biens familiaux du côté de sa mère. Le domaine du Boy, ainsi que Chapieu, revient alors à une branche cadette des Châteauneuf-Randon, alors seigneurs de Préfontaine (à proximité de Langlade, commune de Brenoux).

### Après la Révolution
En 1805,  c'est Alexandre-Paul-Guérin de Châteauneuf-Randon qui en est propriétaire. En manque d'argent, il vend le château à Dominique Eymard (ou Eimar) de Jabrun, issu d'une grande famille noble de Marvejols. Ce dernier meurt en 1812 et le château est vendu à Jacques-Jean-Louis-Simon Malafosse, un grand propriétaire de Marvejols. Le mobilier du château est éparpillé dans les diverses possessions des Malafosse, notamment en faveur de leur résidence de Marvejols (l'actuel hôtel de ville). Le Boy est alors plus ou mois abandonné, puis utilisé comme dépendance de l'exploitation agricole attenante. 
En 1920, c'est le sénateur Louis Bringer qui en fait l'acquisition. Il donne alors la propriété aux sœurs de la Providence afin qu'il soit utilisé dans l'intérêt des plus défavorisés. En 1943 il est inscrit au patrimoine des monuments historiques.
Au cours de la Seconde Guerre mondiale, il devient peu à peu un refuge pour enfants, et ensuite sera transformé en préventorium (1951). En 1966, le château devient un centre climatique de pneumologie infantile. Trente ans plus tard (1996), il est converti en centre de post-cure alcoolique.